# Airwalk
Airwalk ist ein im Jahre 1986 gegründetes Unternehmen mit Sitz in Denver, Colorado, welches ursprünglich Schuhe für Brettsportarten (Boardsports) wie z. B. Surfen und Skateboarding herstellt.

## Geschichte
Gegründet wurde das Unternehmen im Jahre 1986 von Bill Mann und George Yohn mit dem Ziel, vor allem Skateschuhe herzustellen und in ihrer Qualität zu verbessern. Dadurch wurde das Unternehmen Ende der 1980er und Anfang der 1990er Jahre führend in der Skateboardbranche und sponserte berühmte Skateboardprofis wie z. B. Jason Lee und Tony Hawk. Neben Schuhen wurden auch Artikel wie T-Shirts, Sweatshirts, Rucksäcke, Kappen etc. vertrieben.
Mitte der 90er verließ Bill Mann die Firma. Airwalk änderte nach einem Wechsel in der Führung sein Image und stellte nun auch „normale“ Sportschuhe her sowie Snowboardboots. Die Schuhe wurden nun bei großen Schuhdiscountern in den USA angeboten. Seit einigen Jahren konzentriert sich die Firma wieder mehrheitlich auf die Herstellung von Schuhen für Skateboarder.

## Entwicklungen

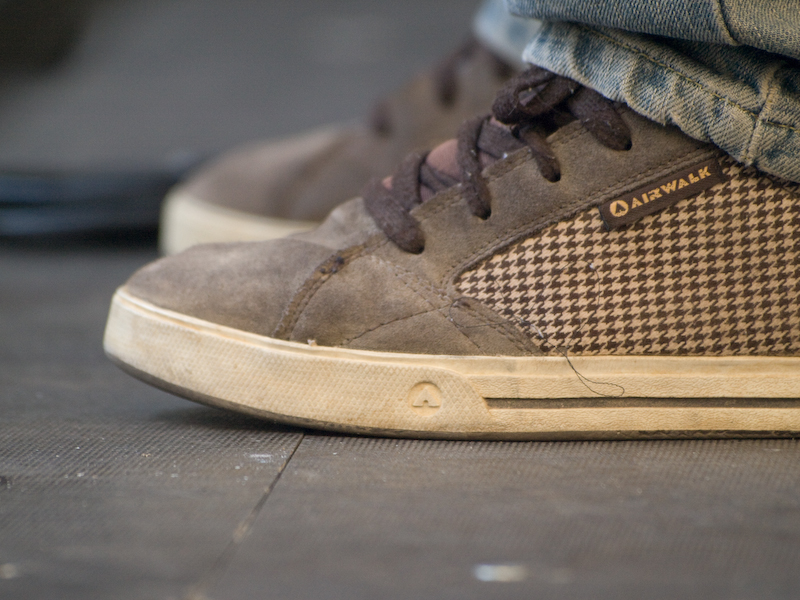
Sneaker von Airwalk

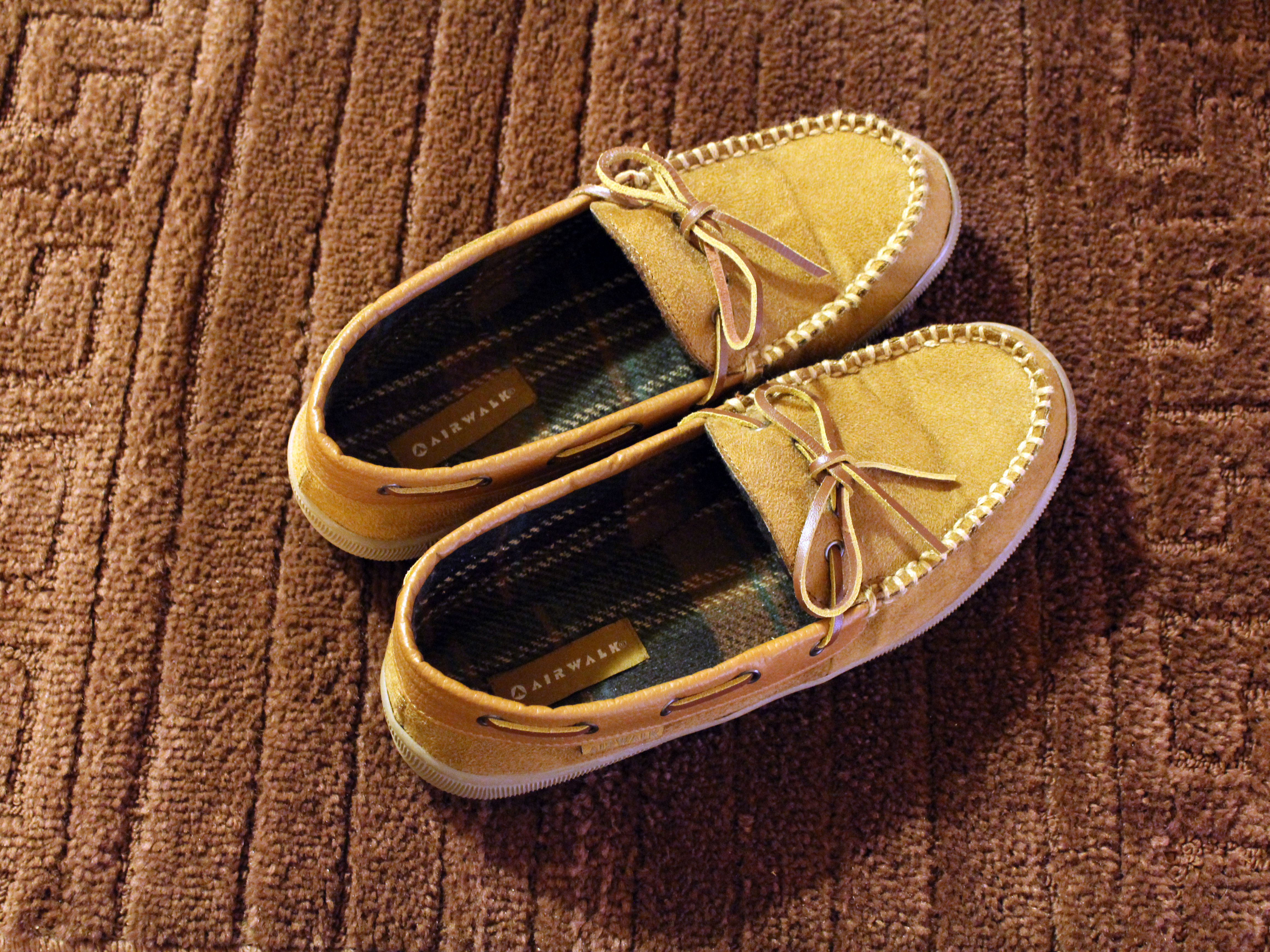
Herrenslipper von Airwalk

Zu den maßgeblichen Entwicklungen von Airwalk zählen unter anderem die Einführung des Ollie Pads; ein kunststoffverstärkter Teil am Außenrist bis hinunter zur Sohle, um bei der Ausführung des Ollies (Sprung mit dem Skateboard) die Lebensdauer des Schuhes zu erhöhen, da bei dieser Technik der führende Fuß über das Griptape (rauer Belag auf dem Skateboard) gezogen wird und somit das Material eines normalen Schuhes schnell verschleißt. Des Weiteren wurde von Airwalk auch der sogenannte Lace Saver (Schuhbandschoner) eingeführt. Dies ist eine Lasche aus Leder, die mittels Klettverschluss über die Schuhbänder geklappt werden konnte, um diese bei diversen Tricks vor Verschleiß zu schützen.

## Erwähnenswertes
- Seine Blüte erlebte das Unternehmen Ende der 1980er mit der Fahrenheit-Serie. Verschiedene Modelle hatten verschiedene Fahrenheit-Bezeichnungen wie z. B. „540 F“. Sie unterschieden sich in Farbe und Ausstattung.
- Der nächste „Schlager“ von Airwalk war das Modell ONE, das als eines der ersten den Low-Top-Trend der frühen 1990er Jahre aufgriff und zu einem der beliebtesten Schuhe dieser Zeit wurde
- Das Kultmodell und bis heute eines der beliebtesten Modelle war und ist der Airwalk Vic Velcro, welcher mit einer Lasche mit Klettverschluss über der kompletten Schnürung ausgestattet ist. Die meiste Verbreitung hat die Variante in schwarzem Wildleder. In den 1990er Jahren gab es den „VIC“ auch in rot und blau und bei immer mal wieder aufgelegten Varianten wurde er auch in braun, weiß (Glattleder), camouflage oder anderen Mustern angeboten.
- Die amerikanische Punk-Rock-Band NOFX wurde Anfang der 90er von Airwalk mit dem Modell Airwalk ONE gesponsert. Da NOFX den Ausverkauf von Airwalk missbilligte, gaben sie den Sponsor wieder auf und nannten ihr darauf folgendes Album „So Long and thanks for all the shoes“ (Auf Wiedersehen und danke für die Schuhe).